# Episodi de Le avventure di Ruffy e Reddy (seconda stagione)
Lista degli episodi della seconda stagione della serie televisiva animata Le avventure di Ruffy e Reddy.
| n° | Titolo originale                                     | Titolo italiano                 | Prima TV USA     | Prima TV Italia |
| -- | ---------------------------------------------------- | ------------------------------- | ---------------- | --------------- |
| 1  | Egg Yeggs                                            | L’uovo del gallosauro           | 13 dicembre 1958 |                 |
| 2  | The Dummy Mummy                                      |                                 | 13 dicembre 1958 |                 |
| 3  | The Chickenhearted Chickosaurus Chase                |                                 | 20 dicembre 1958 |                 |
| 4  | The Chickasaurus Crack-Up                            |                                 | 20 dicembre 1958 |                 |
| 5  | The Slick Chickasaurus Chick Trick                   |                                 | 20 dicembre 1958 |                 |
| 6  | The Chicken-Hearted Chickasaurus                     |                                 | 27 dicembre 1958 |                 |
| 7  | Chickasaurus Choo Choo!                              |                                 | 27 dicembre 1958 |                 |
| 8  | Rumble in the Jungle                                 |                                 | 27 dicembre 1958 |                 |
| 9  | The Sorehead Tyrannosaurus                           |                                 | 3 gennaio 1959   |                 |
| 10 | Two Eyes Spy on the Guys                             |                                 | 3 gennaio 1959   |                 |
| 11 | Double-Trouble with Ubble-Ubble                      |                                 | 3 gennaio 1959   |                 |
| 12 | A Chick in Need Is a Chick Indeed                    |                                 | 3 gennaio 1959   |                 |
| 13 | Quick Trick Saves a Slick Chick                      |                                 | 10 gennaio 1959  |                 |
| 14 | Scary Tale on a Canyon Trail                         | Pista nel Canyon                | 10 gennaio 1959  |                 |
| 15 | Borrowed Burro in a Burrow                           |                                 | 10 gennaio 1959  |                 |
| 16 | Pint Size Surprise for the Guys                      |                                 | 17 gennaio 1959  |                 |
| 17 | Reddy and Me and Pee-Wee Makes Three                 |                                 | 17 gennaio 1959  |                 |
| 18 | Hoss Thief Grief                                     |                                 | 17 gennaio 1959  |                 |
| 19 | Tricked and Trapped by a Tricky Trapper              |                                 | 24 gennaio 1959  |                 |
| 20 | Harry Safari and the Phoney Pony                     |                                 | 24 gennaio 1959  |                 |
| 21 | Frantic Antics of Poco Loco                          |                                 | 24 gennaio 1959  |                 |
| 22 | Nag in a Bag                                         |                                 | 31 gennaio 1959  |                 |
| 23 | Bungled Bundle of Boodle                             | Ruffy e Reddy al Luna Park      | 31 gennaio 1959  |                 |
| 24 | Chump's Jumps Bring Bumps and Lumps                  |                                 | 31 gennaio 1959  |                 |
| 25 | Show-Biz-Wiz                                         |                                 | 7 febbraio 1959  |                 |
| 26 | These Three Set Pee-Wee Free                         |                                 | 7 febbraio 1959  |                 |
| 27 | Fantastic Phantom                                    |                                 | 7 febbraio 1959  |                 |
| 28 | Long Gone Leprechaun                                 |                                 | 14 febbraio 1959 |                 |
| 29 | The Goon of Glocca Morra                             | Il fantasma di Glocca Morra     | 14 febbraio 1959 |                 |
| 30 | Bungle in Banshee Castle                             |                                 | 14 febbraio 1959 |                 |
| 31 | Afloat in a Moat with No Boat                        |                                 | 21 febbraio 1959 |                 |
| 32 | Too Soon the Goon                                    |                                 | 21 febbraio 1959 |                 |
| 33 | Smitten by a Kitten                                  |                                 | 21 febbraio 1959 |                 |
| 34 | Mr. Small Meets Mr. Tall in the Hall — That Is All   |                                 | 21 febbraio 1959 |                 |
| 35 | Going-Going Goon                                     |                                 | 28 febbraio 1959 |                 |
| 36 | Scary Chase Through a Spooky Place with a Goony Face |                                 | 28 febbraio 1959 |                 |
| 37 | Bing Bang Boom in a Real Small Room                  |                                 | 28 febbraio 1959 |                 |
| 38 | Gold Room Doom                                       |                                 | 7 marzo 1959     |                 |
| 39 | Three See the Wee Princess Free                      |                                 | 7 marzo 1959     |                 |
| 40 | Missile Fizzle                                       | Ruff e Reddy nel missile        | 7 marzo 1959     |                 |
| 41 | Missing Missile Mystery                              |                                 | 14 marzo 1959    |                 |
| 42 | Never Land in Never-Neverland                        |                                 | 14 marzo 1959    |                 |
| 43 | Polar Bear Scare                                     |                                 | 14 marzo 1959    |                 |
| 44 | A Liking for a Striking Viking                       | Un uomo, un gatto e un vichingo | 21 marzo 1959    |                 |
| 45 | Bear Hunting Is for the Birds                        |                                 | 21 marzo 1959    |                 |
| 46 | Beep-Beep from the Deep-Deep                         |                                 | 21 marzo 1959    |                 |
| 47 | Two Fiends in a Submarine                            |                                 | 28 marzo 1959    |                 |
| 48 | Muscle Man Meets Missile Man                         |                                 | 28 marzo 1959    |                 |
| 49 | Bull Fight Fright                                    |                                 | 28 marzo 1959    |                 |
| 50 | Reddy Clobbers Robbers                               |                                 | 4 aprile 1959    |                 |
| 51 | Machine Gun Fun                                      |                                 | 4 aprile 1959    |                 |
| 52 | Bad Guys Meet the Good Guys                          |                                 | 4 aprile 1959    |                 |